# Omar Farha
Omar K. Farha ist ein Chemiker und Professor an der Northwestern University. Er forscht auf dem Gebiet der metallorganischen Gerüstverbindungen (MOFs).

## Leben
Farha studierte am Fullerton College, wo er 1999 seinen Abschluss mit "highest honors" machte. Danach studierte er an der UCLA Chemie, wo er 2002 seinen B.S. mit summa cum laude abschloss. Er promovierte bei Frederick Hawthorne und bekam 2006 seinen Ph. D. Seine Arbeit über polyedrische Borane und Carborane wurde als Dissertation des Jahres ausgezeichnet. Im Anschluss machte er einen Post Doc bei Joseph Hupp. Über mehrere Stationen an der Northwestern University als Research Assistant Professor (2009–2011), Research Associate Professor (2011–2013), Research Professor (2013–2017) und Associate Professor (2017–2020) ist Farha seit 2020 Professor für Chemie. Von 2020 bis 2021 hatte er die Dow Chemical Company Research Professorship inne, ehe er ab 2021 die Charles E. and Emma H. Morrison Professorship erhielt. Seit 2016 ist er Editor beim Journal ACS Applied Materials & Interfaces.

## Werk
Farha forscht an metallorganischen Gerüstverbindungen, wasserstoffbrückengebundenen organischen Gerüsten (HOFs) und porösen organischen Polymeren im Hinblick auf ihre Fähigkeit Gase zu speichern, Katalyse, Wasseraufbereitung und Unschädlichmachen von chemischen Kampfstoffen.